# Disturbis d'Oix
|  | Aquest article tracta sobre els avalots de 1990. Vegeu-ne altres significats a «Massacres d'Oix». |

Els Disturbis d'Oix foren uns enfrontaments a la província d'Oix el 1989 i 1990 entre els uzbeks i els kirguisos.

## Antecedents
El que vivien a Oix (província de la República Socialista Soviètica del Kirguizstan) van crear l'organització Adolat. Aquesta estava concebuda amb la idea de reclamar una autonomia local més gran o la separació de la mateixa república per tal d'annexionar-se, així doncs, la província de la República Socialista Soviètica de l'Uzbekistan. Els kirguisos que vivien també a Oix, paral·lelament, van crear una associació de caràcter ètnic per defensar els seus drets.
Les causes que van contribuir, a més a més de les tensions ètniques, a provocar l'esclat del conflicte, van ser: els problemes de redistribució de les terres agrícoles viables, un dèficit d'habitatge i la situació de davallada econòmica. El 1990 els kirguizos constituïen el 66,6% en el comitè executiu de la Població de Diputats de la Regió Soviètica d'Oix, els russos un 13,7% i els ubeks un 5,8%. A la vegada els uzbeks constituïen el 71,4% de la població treballadora en el sistema d'Oix. Aquesta desproporció també era característica de la milícia.
El 6 de juny del 1990, les tropes soviètiques i les forces del Ministeri de l'Interior Soviètic van entrar a la zona i es van estacionar a les ciutats barrant, també, la frontera entre l'Uzbekistan i el Kirguizstan per evitar que els uzbeks s'unissin al conflicte.
Aquest conflicte entre les dues comunitats que habitaven al Kirguizstan, van causar més de 300 morts i 1000 ferits segons les xifres oficials tot i que podrien ser xifres que es queden sota mínims.